# 雅美鳞趾虎
雅美鳞趾虎（学名：Lepidodactylus yami）又名臺灣鱗趾虎、雅美鱗趾蝎虎、台灣鱗趾虎。
为壁虎科鳞趾虎属的爬蟲類动物，為台灣特有的珍稀保育物種。常棲息於树皮下或樹縫、葉片基部等。目前僅發現於蘭嶼。

## 描述
體長可達8公分，身體為淺褐色，背部有間隔排列的淺色斑塊，自頸部延伸至尾端。腹部乳白色。體色會隨環境改變深淺。尾部暗色跟淺色斑間隔排列，略成條狀斑紋。尾部邊緣鱗片特化為細刺狀。四肢第一趾無爪，餘四趾均具爪，指下有指瓣兩列。

## 習性
夜間活動，以昆蟲或小型節肢動物為食。非孤雌生殖，每次可產下相黏的兩顆卵。

## 棲地
僅發現於蘭嶼，白天常躲藏於建築物，或葉片較大的植物，如林投、檳榔、香蕉的葉片基部，或是樹皮下及縫隙中。

## 保护
本种于2023年被收录入《有重要生态、科学、社会价值的陆生野生动物名录》。